# RAD51

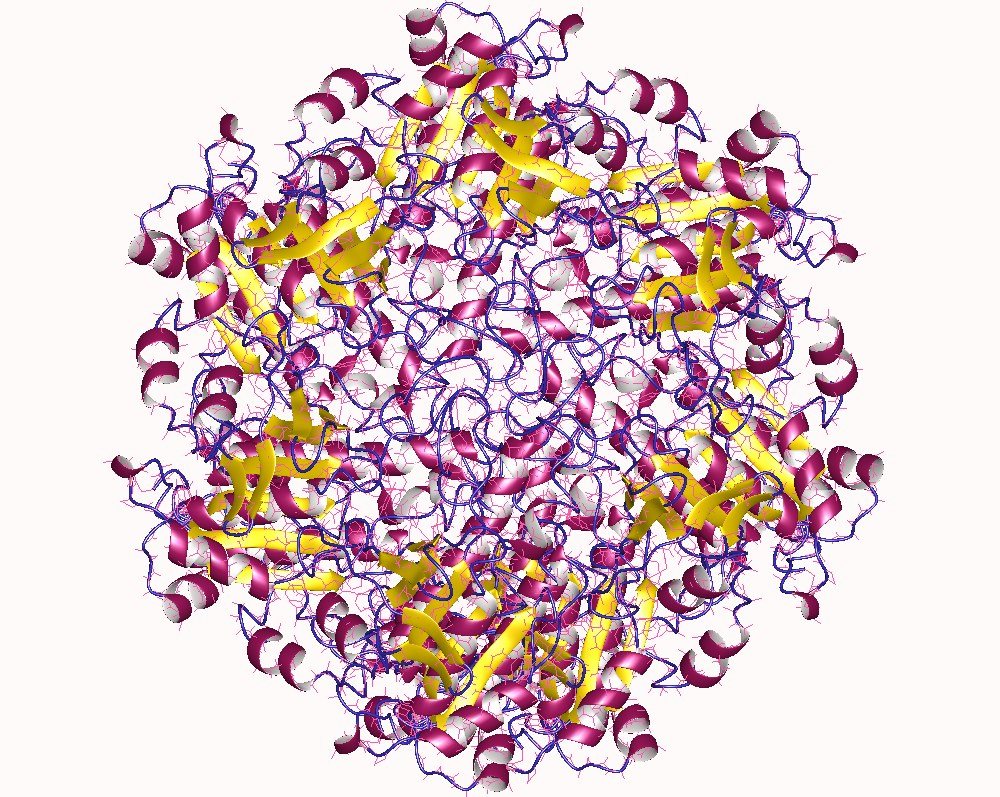
RAD51, Human

RAD51 é um gene humano. A proteína codificada por este gene é um membro da família de proteínas RAD51 que assistem na reparação de quebras na dupla cadeia de ADN. Os membros da família RAD51 são muito similares à RecA bacteriana e Rad51 de leveduras. A proteína é altamente conservada na maioria dos eucariotas, das leveduras a humanos.